# Henry Draper

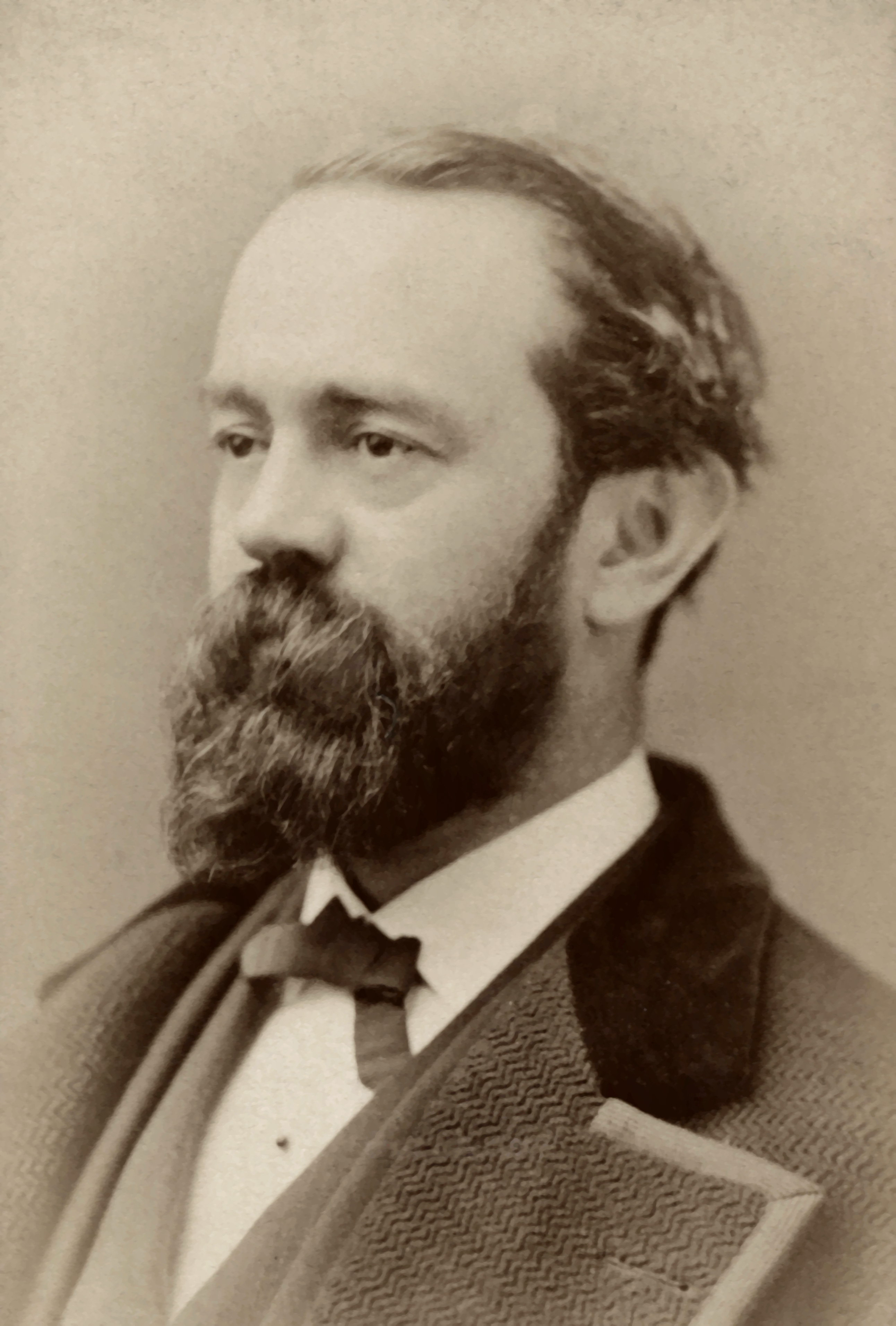
Henry Draper

Henry Draper (n. 7 martie 1837, Virginia, SUA – d. 20 noiembrie 1882, New York City, New York, SUA), a fost un astronom amator american.
De profesie medic, pionier al astrofotografiei, Henry Draper a fost primul care a fotografiat un spectru stelar, cel al stelei Vega în 1872, nebuloasa din Orion, la 30 septembrie 1880. La 24 iunie  1881, în aceeași noapte ca și Andrew Ainslie Common, el a luat prima fotografie a unei comete, C/1881 K1, care arată în același timp nucleul și coada cometei. A condus o expediție pentru fotografierea Tranzitului lui Venus în 1874. 
După moartea sa, survenită în 1882, soția sa a fondat un premiu anual, medalia Henry Draper, iar Harvard College Observatory a continuat programul care viza elaborarea unui catalog astronomic, Catalogul Henry Draper.
Un crater pe Lună îi poartă numele.